# Lamborghini Diablo
Ламборгини Дијабло (итал. Lamborghini Diablo) био је италијански супер спортски аутомобил који се производио од 1990. до 2001. године и заменио је модел Countach у понуди марке Ламборгини, док га је Murciélago наследио.
У почетку, Дијабло је био доступан само као купе, а 1995. је добио роудстер верзију. Постизао је максималну брзину од 325 km/h, а покретао га је V12 мотор који је развијао 492 КС на моделима произведеним до 1997. године, док је касније појачан прво на 530, а затим на 550 КС.